# Synonym
 Denne artikel omhandler typen af ord. Opslagsordet har også en anden betydning, se Synonym (taksonomi).
Et synonym (af græsk syn – "samme", onymon – "navn") er et ord med samme eller næsten samme (nærsynonym) betydning som et andet. Det modsatte er et antonym.:54  Synonymer har synonymi. I ældre dansk sprog blev ordet samnavn også brugt som betegnelse for et synonym.[kilde mangler]
Det er svært at finde fuldstændigt synonyme ord, da synonymer ofte kan have flere betydninger (og kun have synonymer for et begrænset udvalg af dem), altså polysemi,:38  eller forskellige konnotationer.

## Eksempler
Synonymer for hus er bebyggelse, bolig, bygning, ejendom, villa.
Trivia
|  | Irrelevant tekst Bemærk at afsnit i denne artikel kan være yderst interessante, men er irrelevante for artiklen. De irrelevante afsnit bør flyttes til en relevant artikel, oprettes som en selvstændig artikel eller artiklen bør flyttes, for at teksten bliver relevant. |

I den amerikanske komedieserie Venner, da Joey skal skrive en anmeldelse af Chandler og Monicas forældreegenskaber, brokker han sig over, at han ikke kan nogle kloge ord. Ross lærer ham derfor at bruge synonymordbogen på en computer. Joey overreagerer dog helt vildt, og hans anmeldelse mister fuldstændig sin betydning. For eksempel bliver sætningen:" De er to varme mennesker med store hjerter," til"De er to tropiske Homo Sapiens med velvoksne iltpumper."
| Citat    | Et Synonym er et Ord, man bruger, naar man ikke kan stave det, man tænkte først. | Citat |
| Storm P. |                                                                                  |       |

## Synonymordbøger
Man kan finde synonymer til ord ved at lave opslag i såkaldte synonymordbøger. Disse findes i trykte udgaver, men også på nettet. Lister over synonymer findes også i begrebsordbøger og krydsogtværsordbøger.